# Nikita Panassenko
Nikita Panassenko (en rus: Никита Панасенко) (Talgar, Província d'Almati, 18 de març de 1992) és un ciclista kazakh. Professional des del 2014, actualment a l'equip Astana City. Combina la carretera amb la pista.

## Palmarès en ruta
- 2012
  - 1r al CFI International-Delhi
- 2015
  - Vencedor d'una etapa a la Volta a Bulgària

## Palmarès en pista

### Resultats a laCopa del Món
- 2017-2018
  - 1r a Pruszków, en Puntuació
  - 1r a Manchester, en Scratch